# Imboden (Arkansas)
Imboden és una població dels Estats Units a l'estat d'Arkansas. Segons el cens del 2000 tenia 684 habitants.

## Demografia
Segons el cens del 2000, Imboden tenia 684 habitants, 308 habitatges, i 194 famílies. La densitat de població era de 293,4 habitants/km².
Dels 308 habitatges en un 24,4% hi vivien nens de menys de 18 anys, en un 54,9% hi vivien parelles casades, en un 6,2% dones solteres, i en un 37% no eren unitats familiars. En el 35,7% dels habitatges hi vivien persones soles el 23,4% de les quals corresponia a persones de 65 anys o més que vivien soles. El nombre mitjà de persones vivint en cada habitatge era de 2,22 i el nombre mitjà de persones que vivien en cada família era de 2,85.
Per edats la població es repartia de la següent manera: un 23% tenia menys de 18 anys, un 6,9% entre 18 i 24, un 22,7% entre 25 i 44, un 22,1% de 45 a 60 i un 25,4% 65 anys o més.
L'edat mediana era de 43 anys. Per cada 100 dones de 18 o més anys hi havia 82,4 homes.
La renda mediana per habitatge era de 24.489 $ i la renda mediana per família de 33.438 $. Els homes tenien una renda mediana de 28.977 $ mentre que les dones 16.667 $. La renda per capita de la població era de 14.361 $. Entorn de l'11,1% de les famílies i el 17,8% de la població estaven per davall del llindar de pobresa.

## Poblacions més properes
El següent diagrama mostra les poblacions més properes.